# 波菲的漫長旅程
《波菲的漫長旅程》為日本動畫公司製作的世界名作劇場系列第25部的動畫作品。改編自法國作家保羅·賈克·邦遜的作品《西米特拉的孤兒們》（Les orphelins de Simitra）。自2008年1月6日播至同年2008年12月28日，全52話。

## 故事
在希臘貧窮的村子，西米特拉住著一位叫波菲的少年，他一邊做著父親經營的汽車修理工廠的幫手，一邊與父母還有妹妹米娜一起度過平穩的每一天。
某一天，西米特拉發生了大地震，父母因此而死，他的家族只剩下妹妹米娜一個人而已。不久，他的妹妹米娜不見了，為了去尋找她，波菲踏上了尋找妹妹的旅程。

## 登場人物與配音員陣容

### 希臘
※波菲與他的家族，還有薩伊米斯之外都是動畫原創角色。

#### 西米特拉村
波菲拉斯‧帕特格斯
配音員：甲斐田幸
13歲。通稱：波菲，生日是10月7日。個性開朗，有時候也是個非常淘氣的少年。他很靈活並有著處理修理汽車和雕刻作品的那樣靈活的手。將來的夢想，是繼承父親的修理工廠「帕特格斯大修車站」這樣的夢。
由於父親的薰陶，他對汽車有了興趣。因此在路上不論是看到哪一輛車，都能夠說出是哪一型的車，然而到隔壁城鎮雅妮娜的時候他對加油站的事情也變的非常的憧憬。
原本家裡要設置加油站的夢想也即將要實現的時候，一個突如其來的大地震讓所有的事情化為烏有。在父母死後他扛起了要保護米娜的責任，但是不久後，米娜突然下落不明了。為了與米娜再次重逢，他離開了希臘，開始尋找妹妹的旅程。
從希臘開始旅行到義大利，再從義大利來到法國，又輾轉從法國來到首都巴黎，一路上有喜悅、有憤怒、有悲傷和有高興的時候，也受到很多人的幫助。在大地震過了半年的聖誕節前夕的夜晚，他在巴黎的電影院終於和米娜重逢了，他這漫長的旅程也就在此劃下句點。
瑪麗娜‧帕特格斯
配音員：藤村步
波菲的妹妹，11歲。通稱：米娜。很擅長畫畫，也很喜歡唱歌。
在亞尼納看過電影『巴黎的花束』後，非常喜歡電影裡的克莉絲婷與王子的對話，常常不由自主的表演出來。原本夢想只想當個歌手，後來變成想當女演員。在美軍基地看過史密斯家的小寶寶，對於接觸外面世界的新奇的事物，她感到非常好奇和開心。
在她與父母被捲入大地震的時候，柏恩斯從帕特格斯家變成瓦礫的下面救起了她。但是，由於地震的關係傷了她的心，從此就關閉心靈，變的沉默不語了。在救護站的時候與波菲常常在一起，不過之後走散了，讓她來到了港口的城鎮帕特拉。在那裡她看到一位與母親長的很像的女性，並在後面追趕，結果發現並不是安妮克，但是她因此不小心登上了前往義大利的渡輪上。之後在那裡認識被一位叫伊莎貝拉的女性，她就像真正的母親一樣保護著她，此後她和伊莎貝拉他們的旅行藝人們一起行動著。
她因為地震的後遺症，在和伊莎貝拉他們行動的時候，對於哥哥還有其他人的事情，似乎失去了記憶而不記得了。不過在第43話裡，她突然覺得頭好痛，好像是恢復記憶的徵兆。之後在飯店休息時，項鍊墜的繩子斷了，讓她感應到阿波羅好像死了的感覺，還有想起哥哥波菲與其他人的事情，而不由自主的哭了起來。在第46話被剛好經過的女演員蒂芬妮‧奧伯爾看上，她要她演電影「天使之歌」裡的女主角瑪雅少女時期的角色。
原本已經失去笑容的她，在蒂芬妮的鼓勵下，讓她重新拾回了笑容，之後對於哥哥波菲會去找她的事情也非常的關注，期望有一天可以和哥哥波菲見面，後來願望也實現了，在聖誕節前夕的夜晚在電影院裡終於與哥哥重逢了。
安妮克‧帕特格斯
配音員：島本須美
波菲的媽媽。考慮深思又溫柔。在料理方面很擅長，最擅長的是用羊奶所製作的乳酪餡餅。
她是在城鎮出身成長的大小姐，因為被家人反對她與克里斯多福結婚，因而離家出走。此後，與家族斷絕來往。
由於他母親在她小時候就死了，她隨身隨身攜帶紀念母親而留下來的懷錶，此後懷錶將由家中的女性代代相傳下去，不過後來在大地震的情況下成了犧牲著。
克里斯多福‧帕特格斯
配音員：井上和彥
波菲的爸爸。為了在汽車修理方面能夠出眾，並籌備開汽車修理工廠的資金，因此到雅典去工作了。
小時候父母親都死了，他變成了孤兒，由於他太窮了，安妮克的家人反對她與他結婚(第2話，安妮克的台詞)。
回到西米特拉村後，開始經營「帕特格斯大修理站」修理工廠。最出經營時很困難，不過在美軍指定為特定修理工廠後，慢慢上了軌道。之後在兒子波菲的要求下，才設置的加油站的配備，不過後來在大地震的情況下成了犧牲著。
薩伊米斯
配音員：豐永利行
波菲的好朋友。年紀是與波菲相仿的13歲，是個頭腦很聰明的少年。
因為是獨生子，所以很羨慕有兄妹的波菲。在得知她的母親桃莉不知何時又懷孕了，讓她衷心期盼弟弟或妹妹的誕生，為了想做個好哥哥兒去請求波菲幫忙。在妹妹，愛爾碧達誕生後，波菲和他就細心的照料著她。
在波菲與米娜失蹤後，他曾寫一封信要給波菲，並請求柏恩斯的轉交給波菲。
在第50話結尾的時候，他出現在巴黎的公園裡，向正要登樓梯的波菲詢問路，就在這個時候，波菲和他一起驚訝的碰面。
他因為作文得第一名的關係，所以得以在巴黎留學，之後問波菲找到米娜了嗎？在波菲告訴他在巴黎可能有米娜的線索，而且就是演電影「天使之歌」的那個女孩子。在看過電影後的他就確定，她就是米娜不會錯的，之後與波菲一起聯手，想辦法去電影公司找米娜。在最終回時，看到了波菲與米娜再次重逢的場面，也對於再次看見不久前認識的娜塔莉而感到非常驚訝。
湯瑪斯
配音員：田中和實→田中亮一
薩伊米斯的爸爸。與克里斯多福一樣，從小就住在西米特拉村。有著溫柔的個性，時常很溫柔的看護著薩伊米斯。
對於貓頭鷹的生態非常的清楚，他詳細的告訴波菲與米娜他們看到的貓頭鷹是『小金目貓頭鷹』。但是新家人(愛爾彼達)並沒有看到，因為在發生大地震之後，他卻成了犧牲著。
桃莉
配音員：鯨
薩伊米斯的媽媽。是個人好又開朗的女性。她的丈夫湯瑪斯在背後支撐著家庭，而她是表面上支撐的家庭。可是說是「膽子很大的媽媽」。
在發生大地震如此的大事後隔天，她生下了女兒愛爾碧達。之後她收到親戚來的信，打算帶著活下來的孩子們，一起居住在隔壁村的她姊妹的家裡去。
愛爾碧達
薩伊米斯的妹妹。桃莉在地震災害結束後隔天所生下的孩子。
珂莉娜
配音員：今野宏美
波菲的朋友。村長的女兒。個性高傲又傲慢，討厭貧窮人家的孩子波菲與米娜。可是，她對薩伊米斯卻是很感興趣。
她有個住在巴黎的阿姨。她總是抱著阿姨送給她的洋娃娃。在愛麗西亞來西米特拉村逛逛時，她批評愛麗西亞的穿著看起來像個男孩子，結果反而被愛麗西亞給罵了，讓她很不高興。
在西米特拉村發生地震的時候，她和父母一起成為了犧牲著。
村長
配音員：木村雅史
西米特拉村的村長。擁有兩台車，並且能讓女兒珂莉娜學習鋼琴算是相當的富有。對人很親切，不過有時候也會很生氣。
愛娃
配音員：西宏子
村長的妻子。珂莉娜的媽媽。與女兒不同的對波菲非常的親切。
東尼
配音員：楠見尚巳
住在村子裡叔叔。在波菲和米娜下課後，時常接送他們回家去。對於克里斯多福在雅典工作，而沒有人陪的安妮克，他也會慰問一下。
在克里斯多福回來後，如果車子有問題，他一定會來「帕特格斯大修車站」送修，而大地震發生之後，好在他是躲在外面，受的傷並沒有很嚴重。
比爾
配音員：上田陽司
在村子裡販賣蔬果商品的老闆，待人很和善的叔叔。波菲與米娜常把羊奶賣給他。
露意莎
配音員：中友子
在村子裡買食物的伯母，波菲和米娜把羊奶賣給比爾老闆時，不經意的對他們說，安妮克以前是千金大小姐，這讓波菲和米娜非常的驚訝。
在大地震發生之後，她的丈夫和婆婆都死掉了，剩下的只有他和1個孩子了，之後打算離開西米特拉到外地的親戚家過生活。
尼可拉斯
配音員：西嶋陽一
在第4話登場。是個很高瘦的叔叔。他為克里斯多福送來了修理廠需要的工作用具，也為米娜送來了作為她生日禮物的夾竹桃的樹苗。
阿多尼斯
配音員：武虎
西米特拉村的村人。
達夫尼
配音員：小野健一
西米特拉村的村人。
伊安尼斯
配音員：德山靖彥
西米特拉村的村人。
巴希爾
放置加油幫浦的地方突然出現莫明的裂縫，克里斯多福要求波菲去找他來，修補裂縫。
盧卡斯
配音員：西嶋陽一
在西米特拉的救護站，運送民生必需品的人。在他要離開時，車子突然發不動了，波菲就利用這個機會幫他檢查問題的所在，得以解決後給了波菲一點小費。
伊諾斯
西米特拉村的村人，受到地震所留下來災民，在救護站收到信的人。
愛里亞斯
西米特拉村的村人，受到地震所留下來災民，在救護站收到信的人。
伊蓮娜
西米特拉村的村人。故事中並沒有登場。受到地震所留下來災民，在救護站收到信的婦人。
神父
配音員：宮崎寬務
波菲帶愛麗西亞逛教堂的時候，得知愛麗西亞的媽媽已經去世了，為了討她的歡心，波菲就調皮的玩弄著教堂的鐘繩，讓鐘聲四處飄揚，而突然在這個時候出現制止波菲的神父。
戴蒙
配音員：矢田耕司
波菲在去找巴希爾先生的途中遇到一位穿著黑衣服的人。他給了波菲一張有著聖像畫的明信片，並告訴他道理。
他住在雅典的家人還有朋友都因為戰爭的關係死了，讓他變的孤獨一人。在那之後，他就往以前走過的道路來旅行10年左右的時間。
在西米特拉村發生大地震之後，沒過多久他打算回雅典去了。
愛蓮娜
配音員：國府田麻理子
教會的人緊急在村子設置救護站，在地震的災區幫助著受難著的年輕修女。她是個很溫柔的女性，細心照顧變成孤兒的波菲與米娜。

#### 亞尼納
海蓮娜
配音員：藤卷惠理子
安妮克的朋友。在亞尼納與波菲一家見面，她感到很不可思議的是，昔日的安妮克大小姐居然會願意待在西米特拉那樣鄉下的地方。
卡菲斯
配音員：織田優成
從亞尼納來到「帕特格斯大修車站」的贊助商，是克里斯多福請他來裝設加油幫浦的，他請波菲和克里斯多福選定要求的形式。
而波菲所選的形式正好還有庫存，克里斯多福也同意了，他就回去看看並說會擇日送來的。

#### 帕特拉
莎莉
波菲在米娜下落不明的時候，在帕特拉的港口遇見的女孩子。不過她不久就遇見了她的母親，然後一起走遠了。
老婆婆
配音員：羽鳥靖子
波菲在帕特拉港遇到的老婆婆。眼睛看不到，但是卻能從別人施捨的錢中感受到那個人的心情。在她告訴波菲前天也有和他有相同心情的女孩子施捨錢給她，並說一些她感受的道理給波菲，讓波菲在之後卸下了心防，開始痛哭起來了。
安哲羅普洛斯
配音員：松岡文雄
波菲在帕特拉的時候，被一個油漆工介紹，而去做要求刷油漆的老爺爺。他的妻子很早就去世了，兒子也因為戰爭的關係而死，使的他內心非常的孤獨。
在波菲臨走時，送給波菲他兒子留下的黃色雙肩背包，並祈求波菲能夠順利的找到米娜。

### 與美軍相關的人
柏恩斯
配音員：大友龍三郎
美軍士兵。階級是大尉。登場的時候乘坐著吉普車來。
與波菲見面的時候，他稱呼他為小鬼 ，後來才稱他「波菲」。之後指定克里斯多福的修車廠為美軍的指定修理工廠，他在變成瓦礫的帕特格斯家救起了米娜，而安妮克與克里斯多福他卻救不了。
在自己的祖國有著自己的妻子和兩個女兒等著他。在第29話的時候，再次與波菲見面，他把薩伊米斯託付給他的信，終於送到了波菲的手上。
約翰‧史密斯
配音員：日比愛子
住在美軍基地的少年。因為父親工作的關係，而從美國到希臘來。與年齡相近的波菲與米娜，在超越國家與民族的習慣的差異下成為了很要好的朋友。
很喜歡棒球，希望有一天可以變的和柴契爾‧培斯一樣成為著名的棒球明星，並進軍大聯盟，在西米特拉村與薩伊米斯成為好朋友。
湯姆‧史密斯
配音員：壹智村小真
約翰的弟弟，一樣住在美軍基地。他和家裡的人在希臘的美軍基地生活著。他和哥哥一樣，跟波菲和米娜成為了很要好的朋友。
但是他有些膽小，不敢爬樹、不敢游泳，不過後來一一的克服了，他也變的不怕了，在西米特拉村與薩伊米斯成為好朋友。
美雅麗‧史密斯
史密斯家的小女兒。她還只是個嬰兒而已。
瑪莎‧史密斯
配音員：中友子
約翰、湯姆還有美雅麗3個孩子的媽媽。丈夫史密斯因為工作的關係，所以全家就搬到希臘住。
她還有他的兒子們對波菲與米娜關係很好，並讓他們看剛出生的女兒美雅麗，還有招待波菲與米娜吃蛋糕，她是個穩重又溫柔的的女性。
史密斯
配音員：中村浩太郎
美軍士兵。妻子瑪莎與兩個兒子，還有還是小寶寶的女而一起待在美軍基地居住著。
在他與約翰還有湯姆來到帕特格斯家拜訪時，幫波菲和米娜還有他的兩個兒子拍了照片。
薩裘‧培治
約翰與湯姆所憧憬的美國棒球明星，是個非裔的美國人。本名為李洛伊‧羅伯特‧培治，但通常被稱呼為「薩裘」。

### 電影『巴黎的花束』
克莉絲婷
配音員：川莊美雪
電影中的女主角，她的身分是個賣花的女孩，在一個偶然下遇見了王子。她希望能夠永遠跟王子在一起，只是好景不長，她因為身分懸殊的關係而放棄了。
王子
配音員：羽多野涉
電影中的男主角，不知道是哪一國的王公貴族，在一個偶然下邂逅了克莉絲婷。他也很想永遠和克莉絲婷在一起，只是身分懸殊所以只能放棄了。
咖啡店阿姨
配音員：西川真美
在王子喝完咖啡打算離開時，她把他給叫住了，因為他還沒有付錢。王子就給她1張鈔票，她要找他錢都來不及，王子就跑掉了。

### 旅行藝人
伊莎貝拉
配音員：鶴弘美
跳舞的吉普賽人女子(跳著佛朗明哥舞的跳舞女郎)。另外是個歌手也是個占卜師(用塔羅牌占卜)。在米娜加入之前是藝人團裡唯一的女性。
在帕特拉的港口見到米娜，然而她很像她生病而死去的女兒莉莉。在得知米娜是孤獨一人的時候，她勸米娜加入他們一起旅行。
與卡洛斯不同，對米娜是就像是對自己的親生女兒很細心的呵護，只要卡洛斯對米娜有什麼不測，他就會保護她。她是位很溫柔的女性，不過有時候她也會生氣很生氣，在第38話得知卡洛斯把米哪的寶貝懷錶給賣了之後，她非常的生氣，就狠狠的賞了他兩大巴掌。
到了巴黎後，她把米娜託付給女演員蒂芬妮‧奧伯爾，並且把她母親留給她的『綠寶石』項鍊交给了蒂芬妮，要她轉交給米娜，在那之後就搭公車離開了。
卡洛斯
配音員：青山穰
伊莎貝拉的丈夫。與妻子還有岳父一起在全國各地旅行著。時常以詐騙紙牌的遊戲吸引客人騙取金錢，對於米娜這個孩子一點好感也沒有。
在第32話的時候，曾經趁伊莎貝拉不在的時候，偷偷的想把米娜給賣給伯爵(海因茲的父親)，還有和別人賭錢的時候後把米娜當賭注，但後來都被伊莎貝拉得知後及時制止而未成功。
然而在第38話的時候，他趁米娜不在時偷了她的懷錶，在跳蚤市場把它賣掉，並把錢拿去賭馬，結果還是輸了。在那之後伊莎貝拉得知他把米娜的寶貝懷錶給賣掉後，就狠狠的賞了他兩大巴掌。
到巴黎後的某一天，他想對回到旅館的米娜毛手毛腳，不久被正好回來的伊莎貝拉知道後，又挨了伊莎貝拉一巴掌。
強格
配音員：丸山詠二
伊莎貝拉的父親，是個有些年紀的老爺爺。他與女兒夫妻一起在全世界各地旅行著。是個詐騙師，時常與卡洛斯一起做著騙取金錢的工作。
在第32話的時候，曾經對伯爵說，米娜就像是他的外孫女一樣，不會賣她的。在那之後他就沒有和卡洛斯聯手作詐騙的工作。
莉莉
伊莎貝拉的女兒，在與米娜的年紀差不多的時候，因為哮喘病的關係而死掉了。

### 從希臘開往義大利船上的人
瑪麗卡
配音員：齋藤千和
在帕特拉港遇到的女孩子。對於波菲的阿波羅她非常感興趣，原本打算給阿波羅吃糖果，之後得知貓頭鷹不能吃硬的東西，就把糖果給了波菲了。
後來在波菲搭乘的船上，與她再一次相見。在得知波菲的遭遇後，她也期望他有一天可以找到米娜。
阿爾菲奧
配音員：平井啟二
瑪麗卡的爸爸，是個對人很和善的叔叔。邀請波菲和他們一起用餐，也去波菲在船上的房間打聽有沒有人見到米娜的消息。
潔西卡
配音員：西原久美子
瑪麗卡的媽媽，是個對人很溫柔的阿姨。

### 義大利

#### 愛麗西亞一家
愛麗西亞
配音員：伊瀨茉莉也
從義大利來的少女。16歲。在片頭曲中也有登場。在那個時候，波菲一開始以為她是個男孩子，後來才知道搞錯了，對她感到非常抱歉。她對於柯莉娜所說的話，她很刻薄的回答她，表現出她的剛強。
是個獨生女，2年前與父親一起搭乘卡車旅行。
在第44話再次登場，與父親強尼開卡車前往巴黎途中，遇見了倒在路上的波菲。看到受凍的波菲她於心不忍，她就在車後面細心照顧他，給他保暖一夜。在得知波菲想要在巴黎找米娜時，她也想一起幫忙找，可是被波菲一口回絕，沒辦法的她告訴波菲一定要幸福，在巴黎與波菲再次離別了。
強尼
配音員：上別府仁資
愛麗西亞的爸爸。被美軍的軍人託付搬運行李的幫手，在半途中卡車故障了，而他受到了波菲他們的幫助。
2年前妻子去世後，以一個男人的力量養育著愛麗西亞。
在第44話再次登場，原本和愛麗西亞在討論要買什麼禮物給她的時候，正巧遇到倒在雪地的波菲。原本打算在附近的旅館住一宿的，照顧體力不支的波菲，可是愛麗西亞堅持一定要在天亮到達巴黎，他只好繼續上路，一路開到巴黎去。後來在巴黎與波菲再次離別。

#### 布林迪西
李昂
配音員：櫻塚矢君
在布林迪西這個城鎮做著汽車修理的工作。他在賣薯餅的賣場前與波菲相遇。他救了要幫他換取金錢而想從中得利的大叔那裡波菲，之後把他帶到自己所在的汽車修理工廠去。
他出生的故鄉在卡西諾山(蒙特卡西諾)。在第2次世界大戰的時候家裡的人都死了，只剩下他1個人。他開始在各地流浪，之後好心的馬里歐師傅收留了他。
在波菲要離開前，他送給波菲一些工具，還有指南針，希望他日後能夠派上用場。
吉札利
配音員：矢部雅史
前來修車站請馬里歐師傅修車的客人。在車子修好之後，對其手藝不免感到訝異。
馬里歐
配音員：川津泰彥
李昂工作的地方，在布林迪西開汽車修理工廠的師傅，對於波菲的遭遇他感動的哭了。
康絲坦茲
配音員：進藤尚美
馬里歐的妻子。在看了馬里歐遞給她米娜的照片後，完全沒有感覺。

#### 馬特拉
朵拉
配音員：永澤菜敦
住在被稱之為洞窟中的城鎮的老婆婆，看起來很可怕，其實待人很和善，在餐後給波菲1顆水果糖吃。在波菲說隔天就要離開後，她就趁波菲睡著時把他的黃色雙肩背包藏在教會門前，她不希望波菲就此離開。
由於她自己的孩子已經死了，非常的傷心，並把波菲想成她還活著的孩子「安東尼諾」。在波菲知情後，他希望她能揮別過去，努力活下去。
安東尼諾
朵拉的兒子，似乎很早之前就已經死掉了。
奇洛
配音員：小松里歌
住在洞窟中的城鎮的男孩子，嘉斯伯羅的孫子。在他第1次見到從外地來的波菲，覺得非常害怕，以為是要他們撤離村子的政府官員。
在波菲的背包不見之後，波菲請求他幫忙尋找，結果他就去找做鎮長的爺爺幫忙。
嘉斯伯羅
配音員：塚田正昭
奇洛的爺爺，是洞窟中的城鎮的鎮長。在幾年前這裡被政府官員要求撤離此地，要他人搬到別地方去，只是不過他與孫子奇洛、朵拉還有一些人打算死守在這裡，不打算離開，願與政府抗衡。
在波菲的黃色雙肩背包不見後，他就派人去尋找，結果順利在教會前面找到了，之後聽說了關於朵拉的事情。

#### 考洛尼亞
黛西
配音員：松尾佳子
波菲在火車上認識的女孩子。她的目的地其實是要去找爸爸。過了沒多久她與米克西米利安來到了馬丁尼農場找波菲玩，也看了馬丁尼家的倉庫。
他也帶波菲、馬克西米利安還有伊萊麗亞他們去看看她爸爸工作的地方。在契薩雷鎮長帶波菲去移動遊樂園時，她和波菲被那裡的師傅邀請免費的玩旋轉木馬，她覺得好快樂。
達里歐
配音員：大西健晴
黛西的爸爸。在工廠做著手提包的工作。
馬克西米利安
配音員：谷山紀章
波菲在搭火車前，在車站遇見的一位戴眼鏡的青年，他是音樂學院的學生。他與伊萊麗亞還有麗貝卡是青梅竹馬。
由於伊萊麗亞和麗貝卡不再往來後，他覺得很奇怪，不過並沒有過問。後來波菲誤打誤撞，讓伊萊麗亞說出了原委，他才知道麗貝卡其實也很喜歡他的。
伊萊麗亞‧馬丁尼
配音員：山田榮子(少女時代：久村夏里奈)
住在馬丁尼農場，是馬克西米利安的戀人。她與馬克西米利安還有麗貝卡是青梅竹馬。
從小和麗貝卡很快樂的玩在一起，而麗貝卡還送給她一個陶瓷娃娃當禮物。長大後馬克西米利安要去留學時，要請她一起去，她告訴麗貝卡他是不是在對她求婚，結果麗貝卡翻臉了，就不再跟她往來。
之後在波菲的幫助下，她才又與麗貝卡恢復以往的友情。
杜里歐‧馬丁尼
配音員：島田敏
伊萊麗亞的爸爸，是個很親切的伯伯。他對波菲非常有好感，還曾經對波菲說，如果找不到米娜，要不要當他們家的孩子。但是波菲還是拒絕的他的好意。
葛瑞塔‧馬丁尼
配音員：真山亞子
伊萊麗亞的媽媽，是個很親切的伯母。她對波菲也非常有好感。
麗貝卡
配音員：高山南(少女時代：日高里菜)
馬克西米利安與伊萊麗亞的青梅竹馬，特別是和伊萊麗亞是很要好的朋友，曾經送給伊萊麗亞陶瓷娃娃，她和伊萊麗亞各有一個相同的。
長大後伊萊麗亞對她說，馬克西米利安要她與他一起去，不知道是不是在對她求婚，結果她很生氣的告訴伊萊麗亞，她也很喜歡馬克西米利安，然而一個不注意的不小心打破了她自己的陶瓷娃娃，此後就沒跟伊萊麗亞來往了。
後來因為波菲的誤打誤撞，在波菲的安排下，她與伊萊麗亞再次相見，也恢復了昔日的友情。
契薩雷
配音員：浦山迅
考洛尼亞的鎮長。一開始與波菲在搶廁所的小便池。後來在聽說波菲要尋找妹妹的下落後，他就幫了他一把。
師傅
配音員：船木真人
來到考洛尼亞裝設移動遊樂園的師傅。他對於波菲要妹妹米娜的描述不是很清楚，其實比較清楚的是他的弟子傑里諾。
他聽聞波菲是從遙遠的希臘1個人來，覺得他一定很辛苦了，就免費邀請他玩旋轉木馬放鬆一下。
傑里諾
配音員：宮崎寬務
在裝設遊樂園器具的年輕人，他告訴波菲，他曾經看過米娜，不過那已經是很久之前的事情了，他只記得她和一個長髮女性做完生意，打算一起往西部走去，其他的他就不知道了。

#### 西西里島
亨利
配音員：西川真美
波菲到西西里島時，在市場上遇見賣魚的少年。
愛德華‧巴巴札
巴巴札家的長子，是傑克與麥可的大哥，在故事中並未登場，巴巴札說過未來他的事業，將來會交到他手上。
傑克‧巴巴札
配音員：古谷徹
巴巴札家的二兒子，麥可的大哥。在戰爭的時候開過戰鬥機，而現在則是飛行員。喜歡曼西尼家的莫妮卡，但是莫妮卡的大哥安德烈非常的反對。
曾經在半夜的時候到曼西尼家前，對待在2樓的莫妮卡說：「莫妮卡─，我喜歡妳─，我愛妳─！」，這麼大聲恐怕連西西里島的居民都聽到了。
在誤會解開之後，她就和莫妮卡訂下婚約了，之後波菲得知米娜在羅馬的消息後，他就開飛機送波菲到羅馬去。
麥可‧巴巴札
配音員：折笠愛
巴巴札家的小兒子，波菲在西西里島的海邊抓魚時，所遇見的少年。由於波菲沒有東西可以裝魚，他就把衣服脫下來包魚，只是沒想到這個時候被曼西尼家的保鏢給發現，因此波菲和他被帶到曼西尼家了。
後來莫妮卡幫他解圍，也幫助哥哥傑克在夜晚時與莫妮卡見面。很擅長游泳，從高聳的岩石崖上往下跳也不會怕。
巴巴札
配音員：長克巳
愛德華、傑克與麥可的爸爸，是個住在西西里島靠近海邊的郊區。年輕時離開西西里島到美國去求生，之後懷念祖國的味道，所以帶著麥可與傑克來到西西里島。
他以前與曼西尼是一起合作秘密事業夥伴(黑手黨)，而他被稱乎為「首領巴巴札」，在島上有種植橄欖樹，不過波菲說還是喜歡自己祖國希臘的橄欖，他聽了也不會生氣。
安德烈‧曼西尼
配音員：佐久田修
曼西尼家的長子。一開始非常反對傑克與莫妮卡的交往，但是後來在一件事情下解開了誤會，之後對待傑克就如同親兄弟一樣。
莫妮卡‧曼西尼
配音員：堀江美都子
曼西尼家的長女。安德烈的妹妹，非常喜歡巴巴札家的傑克。不管她哥哥把他批評的有多差，她還是一樣喜歡他。在發生一件事情之後，他就和傑克定下婚約了。
曼西尼
配音員：上別府仁資
安德烈與莫妮卡的爸爸。對於巴巴札家的傑克要娶莫妮卡他並不反對。傑克把巴巴札交代的事情告訴他，他也接受了，而他被稱呼為「首領曼西尼」。
阿爾瓦里神父
配音員：側見民雄
西西里島的教堂的神父，是個很慈祥的老伯伯，對於波菲的遭遇他深感同情，他說他一定會請人幫忙的，而傑克與莫妮卡他們兩人，他也有在暗中幫助著。
對很沒有規矩的安德烈，他也會展現出很生氣的一面，對安德烈窮追猛打。
洛可
配音員：五王四郎
曼西尼家的保鏢。時常幫著首領曼西尼還有少爺安德烈做事。
鮑比‧麥克班恩
配音員：高橋廣司
在巴巴札家服侍的人，是個帶著眼鏡的高瘦青年。聽說以前是賈索身邊的人，後來成為巴巴札的親信。對於巴巴札家的傑克不放心，他希望傑克不要擅自去曼西尼家見莫妮卡，並沒收了傑克的車鑰匙。
齊吉
配音員：島香裕
在傑克、麥可與波菲在路上想著要如何去找米娜時，正好在路上與他相見，他遇到傑克後就告訴他一些關於曼西尼家的事情，而他被稱呼為「首領齊吉」。
亨利‧賈索
配音員：宮崎寬務
巴巴札在經營某個組織的人，他人目前在美國正要用餐，被巴巴札打來的電話嚇了一跳，以為他回美國了。由於他誘使首領曼西尼與首領齊吉要除掉首領巴巴札，結果遭到了清算，他也擁有「首領賈索」的稱號。而他的親信鮑比已經被清算了。
愛德
和巴巴札最後通電話的人。其名字通常為「愛德華」的愛稱，所以和他通話的有可能是他長子愛德華。

#### 羅馬
布魯諾
配音員：石塚堅
被柏恩斯給託付波菲的旅館老闆。對於波菲表面上對很和善，還有其他客人也是，也想幫助波菲尋找米娜的心情。在波菲愁雲慘霧沒有信心時，他給他吃東西，並加油打氣。
只是沒想到，在波菲被冤旺偷東西時，他狠心的把波菲的給關到地窖裡，連他到到底是不是小偷都不去弄清楚，然而一直等到奧爾嘉的贓物箱被撞開後，才知道奧爾嘉就是小偷。
他開門為波菲做了沒誠意的道歉。但是因為這樣，讓波菲波錯失了尋找米娜的機會。
奧爾嘉
配音員：田村聖子
波菲在羅馬居住的旅館裡認識的阿姨，自稱是做生意的人，然而不則，實際上她是個慣竊。她時常用一種看似箱子的外殼，乘著別人不注意，偷偷的把箱子偽裝，然後在光天化日之下拿走。
在旅館偷了某位女性客人的包包，把罪名栽贓給波菲，讓波菲變成了小偷。在她打算把贓物帶離時，正好被失去包包的女客人撞上，贓物箱被撞開，才得以真相大白。
女客人
配音員：小松由佳
在布魯諾老闆的店裡住宿的女客人，當天晚上她覺得老闆煮的湯很難吃，就直接回房休息去了。但第2天早上，她和老闆一起來到波菲的房間，看到波菲的工具箱裡的工具，就一口咬定波菲是用這些工具進去偷她的包包的。
在那之後布魯諾老闆一直沒有找到她的包包，讓她非常的火大，然而就在此時她正巧撞開的奧爾嘉的贓物箱，才在裡面發現了她的包包。
老闆
配音員：船木真人
波菲在羅馬的西班牙廣場尋問到關於妹妹米娜的消息的賣蔬果的老闆。在伊莎貝拉與米娜做完生意打算離開時，他雖然叫住了她們倆，只不過他的記性好像不太好，連昨日來找他的波菲樣子給忘了，是少年還是大人也說不上來，因此讓波菲錯失了尋找米娜的機會。
奎多
配音員：田中真弓
波菲在路上遇見的少年，和波菲一樣是在旅行著。聽說他母親在生下他之後就死了，他的父親在後來得了流行病也死了。他招待波菲到他住的地方住一晚，並且介紹給和他一同居住的少年們，他還把身上的紫色夾克送給他。在隔天他告訴波菲，他父親的車子被騙走了，而且在這地方找到那台車，要他幫忙搶回來。但事實他是竊盜集團的首領，他其實是騙波菲的，他把車子賣掉之後，就翻臉不認波菲了，讓喬治感到很不可思議。
喬治
配音員：進藤尚美
和奎多在一起過著流浪生活的少年，對於初次見面的波菲不給他好臉色看，在波菲去上廁所回來後，他還對波菲使用暴力。但是在奎多把車子開走，而波菲被遭受車主的追趕跑到死巷子時，他就丟了鞭炮救了波菲一命。在他告訴波菲奎多其實是騙他的之後，波菲才明白怎麼回事，而波菲非常生氣，並把奎多給他的夾克給丟到地上。在波菲走了之後，因為他的多管閒事，被奎多給揍了一頓。

#### 天使住的神秘城鎮
蘇菲亞
配音員：山本麻里安
安東尼奧的女兒。年紀看起來與波菲相仿，時常手抱著一個叫碧安卡的洋娃娃。她告訴波菲這個城鎮有天使在居住，而且鎮裡的人會把不能用的東西送給某個不再使用的水井的天使，讓波菲覺得很不可思議。
安潔拉奶奶教過她一首歌，附近的小孩子也會唱，歌詞是「米凱爾、拉斐爾，加布里耶爾，今天是個美好的夜晚，星星閃亮的眨呀眨的，明天一定會到夢想的國家。」，之後碧安卡也壞掉了，由於安潔拉奶奶已經不能幫她修碧安卡了，她打算將牠送給天使。
安東尼奧
配音員：西村知道
碧安卡的爸爸，是個看起來有點年紀的叔叔。波菲在路上想搭便車時，他就順便載他一程，到他居住的城鎮去。
瑪塔
配音員：伊倉一惠
碧安卡的媽媽，是個人好又開朗的女性，對第一次見面的波菲很溫柔，也很照顧住在2樓的安潔拉奶奶。之後對於安潔拉奶奶不能動的事情，她有考慮要把她送給天使，這讓波菲覺得很奇怪，為何大家要這麼做呢！
安潔拉奶奶
碧安卡的奶奶，沒有出現過，一直住在2樓的房間裡，她的生活起居都是瑪塔在處裡的，不過由於不能動了，瑪塔想把她送給天使。
馬里歐
配音員：寺本勳
在城鎮裡賣蔬果的叔叔，對於第一次見面的波菲他送給他與蘇菲亞橘子吃。之後波菲等蘇菲亞的路上，看到他拖著一頭老驢，告訴波菲牠已經不行了，將要把送給天使。
羅倫佐
配音員：金子達
在城鎮裡等人施捨的老爺爺。由於已經老的看不見，而且也走不動了，路過的巴歐羅和娜麗莎好像打算將他送給天使。
巴歐羅
配音員：岡林史泰
在城鎮裡生活的叔叔，對於不能用的東西會送給天使。
娜麗莎
配音員：莊司宇芽香
在城鎮裡生活的阿姨，對於不能用的東西會送給天使。

#### 梵蒂岡
朱利安尼神父
配音員：池田秀一
是位騎著側車(一種在旁邊有側椅的摩托車)到處傳教的神父，他在雨天的時候正好住在一棟荒廢的屋子裡，在那裡他遇到在看他側車的波菲。他請波菲進屋暖暖身子，在得知波菲他的的悲慘遭遇後，他想幫助他。
隔天早上他發現波菲發燒生病了，他就騎車載他到修道院休息。在波菲醒來之後，他給他喝義大利的感冒藥，讓波菲恢復精神。
在波菲不相信上帝而從修道院逃出來時，他告訴波菲：「你和我是一樣的，有著不放棄希望，有著相信的心，並且持續找下去的你，是你我理想中的信仰。」，波菲從她那裡接收了這樣的道理。
修道院長
配音員：大木民夫
波菲在修道院裡認識的老神父，其階級可能比朱利安尼神父還要高似的，希望朱利安尼神父回來別再旅行，可是被他拒絕。在波菲原本打算去修道院裡幫忙的時候，他謝絕的他的好意，並對波菲說：「上帝是在試煉你和米娜，你對上帝祈求，上帝會告訴你答案的。」，讓波菲聽了非常生氣，覺得這一定是騙人的，上帝為何要找他們試煉，讓波菲聽了非常的傷心。
老神父
配音員：伊井篤史
在教會的禮拜結束後，與朱利安尼神父討論與教會相關的消息。他覺得朱利安尼神父說的話很新穎，認同他不說些新的道理就太一板一眼了。順便一提，他和朱利安尼神父討論的時候說到了梵蒂岡這裡，可以得知波菲可能已經旅行到「梵蒂岡」這個地方了。
瑪麗莎
配音員：日高範子
一位住在廢棄加油站的戴面具的少女。聽她的敘述5年前這裡發生火災，她的父母因此而死，她的臉也受傷了，從此只能戴著見不得光的面具，走在路上常常被鎮上的小孩所嘲笑。
她常常被珊卓拉指責，被她罵。其實，珊卓拉其實是瑪麗莎的第二個人格，她可能是在火災受傷之後，因為飽受驚嚇而害怕的她所誕生出來的第二個人格。波菲在去她以前的舊家得知瑪麗莎她的家中並沒有珊卓拉這個人，在他回來告訴瑪麗莎她不要害怕，並以真面貌見人。她給波菲看了她的臉後，波菲沒有害怕而對她說她很漂亮，讓她很高興，珊卓拉這個人格就不再出現了，而她也沒有要再戴面具的必要了。
叔叔
配音員：長嶝高士
波菲和瑪麗莎來到鎮上時，對著一位在賣肉類的叔叔打聽米娜的消息。他告訴波菲他沒有看過米娜，他要他隔天再來問，他會向他的朋友打聽看看的。波菲順便問他知不知道珊卓拉這個人，他卻說沒有聽過。
到了隔天，波菲在去問他時，他還是一無所獲，但是卻告訴波菲旁邊以前是瑪麗莎的舊家。過了沒多久，他來到瑪麗莎居住的加油站那裡，看到瑪麗莎的時候，對她說和死去的夫人一樣漂亮，讓瑪麗莎非常高興，從此就沒有必要再戴面具了。他順帶告訴波菲，他有個客人有見過米娜，讓波菲非常的高興，因此波菲因為他的話再次啟程去找米娜了。
神父
配音員：麻生智久
被伯納多纏上的波菲在某個教會的石階吃漢堡時，突然出現的老神父。他帶領波菲到教會裡去看一幅畫，而那幅畫正好就是在『法蘭德斯之犬』裡，尼洛與帕特拉修蒙主升天的圖畫，波菲看了那幅畫覺得非常的感傷。

#### 杜林的跳蚤市場
艾蜜莉亞
配音員：岡本麻彌
波菲在旅行到接近法國的某個城鎮，推定在杜林這裡。在這跳蚤市場的攤子裡到處看看的波菲，到處看看時不小心撞到了1位年輕女性，受到驚嚇後不小心踩到她賣的衣服，為了賠償她，波菲就幫她修車。
在她得知波菲在找妹妹之後，很想幫他一把，就問他願不願意幫她作生意而打工，湊足旅費再去找妹妹米娜。在結尾的時候波菲正要離開，並詢問她去法國要怎麼走，她就告訴他方向，隨即波菲就踏上旅程。
老闆
配音員：宮崎寬務
在跳蚤市場賣物品的老闆，其攤位就在艾蜜莉亞的對面。阿波羅告訴波菲牠發現米娜的懷錶，就去看看發現真的在那裡。
波菲就拿出照片去問他有沒有看過米娜，結果他一直否認沒有看過，並告訴他賣錶的人是個男的(卡洛斯)，而且打算賣錢到法國去，還告訴他如果要這個懷錶要10萬里拉(真貴)。但波菲再接下來的追問卻把他逼到氣的發怒，一氣之下就把波菲給他看的最重要的照片給撕了，讓波菲非常傷心的哭了。
後來波菲在得到艾蜜莉亞給的打工費後，就回去打算贖回懷錶，結果他説那懷錶已經被買走了，讓波菲不敢相信(如果最初波菲是與艾蜜莉亞一起去看看的話，說不定可以把懷錶給贖回來，可能還不用花錢呢！)。他可以說是本作的壞人。

#### 托斯卡納
吉娜
配音員：柳井久代
波菲在前往法國的路上，經過路旁的馬路時發現在一棵樹下等待的女性。原本她對人生已經感到很絕望，但是波菲的一句話卻救了她。在不久後有一輛車子過來，她打算坐那部汽車離開，在離開前她送給了波菲一包核桃吃。

#### 奧斯塔
米凱勒
配音員：置鮎龍太郎
在前往法國路上的波菲，來到了一戶農家，所遇到的一位青年。他很喜歡畫畫，希望有一天到法國去發展，可是因為他是獨子，要馬上去法國是不太可能。他很想離開這裡，也像米勒一樣可以在法國闖出名號。當被母親伊爾瑪打了一巴掌後，波菲就罵他是笨蛋，因為他有自己的家和父母，對於已經沒有父母的波菲來說，米凱勒有美好的家庭，卻不知足，讓波菲他非常的生氣。
伊爾瑪
配音員：坂本千夏
米凱勒的媽媽，對於自己的兒子整天只想著畫畫非常的苦惱，覺得他不要再做夢了。她很希望米凱勒可以早日成家，並且幫忙家務。可是米凱勒不肯，讓她很生氣的打了他一把掌。
米凱勒的父親
米凱勒的爸爸。對於自己兒子米凱勒的事情默不關心，但是伊爾瑪希望他多少去關心一下米凱勒，但是好像沒有用。
尚‧法蘭索瓦‧米勒
法國著名的巴比松派畫家，他與米凱勒一樣是出生在農家。而米凱勒希望將來以他為榜樣。
路易吉
配音員：白熊寬嗣
波菲離開米凱勒的家之後，在半路上遇見的一位叔叔，問波菲要到哪裡去，他會帶他去。實際上他是個騙子，可能是想把波菲給賣掉，當波菲問他車型時，被懂車的他發現可能被騙了。正要逃走的時候被他抓住，後來他被波菲咬了一口，之後波菲拿路上的尖銳樹枝當武器，在看到這種情形的他，就放棄要抓波菲而離開了。

### 法國

#### 與山繆爾家相關的人
山繆爾
配音員：真殿光昭
波菲在路上巧遇的一位賣水果的叔叔，他有些餓了就向那位叔叔買了一個蕃茄吃，並問他最近有沒有旅人到來。他回答沒有，而且聽說他是從法國來的。為了想早點到法國的波菲，當晚設下陷阱，在他要走的路上放上一枝大樹枝，在他清理的時候，波菲就趁這個機會偷溜到他的貨車上，躲起來並且以偷渡的方式來越過國境。在到達法國之後，第一次看到雪，波菲覺得非常興奮，在那之後，被山繆爾他發現了。可是他並沒有責備他，反而把波菲帶到他住在法國的家裡去。
賽西兒
配音員：木村亞希子
山繆爾的長女。年齡與波菲相仿，在母親去世後，她就一個人包辦家裡的所有家事。未來想當演員，想像蒂芬妮‧奧伯爾一樣，成為非常有名的女演員。波菲看到她的表演覺得非常棒，而且也告訴她米娜也像她一樣，未來想當演員。而原本想放棄的她，因為波菲的鼓勵下，讓她有了持續下去想當演員的想法。
莫里斯
配音員：真田麻美
山繆爾的大兒子。是個喜歡惡作劇的孩子，他趁波菲在休息的時候，與弟弟雷尼一起在他的臉上塗鴉，事後被姊姊賽西兒修理。由於家裡很窮，買不起玩具車，波菲知道後就幫他們做了一臺木製的玩具車。
雷尼
配音員：立野香菜子
山繆爾的小兒子。是個喜歡惡作劇的孩子，他趁波菲在休息的時候，與哥哥莫里斯一起在他的臉上塗鴉，事後被姊姊賽西兒修理。平常都是與哥哥莫里斯一起行動。
房東
配音員：佐佐木省三
山繆爾家的房東，由於山繆爾積欠3個月的房租，她告訴賽西兒，如果山繆爾這個月再不繳房租，就要他們一家四口離開這裡。

#### 在碼頭遇到的人
男
配音員：川原慶久
向瑪蒂德求婚的男子。他想和瑪蒂德結婚，可是由於父親在希臘經營的飯店因地震而倒塌，生活陷入困境。但是在一旁經過的本是希臘人的波菲聽到後，就向他詢問那飯店在哪裡，但是那個男人回答時頻頻出包，結果瑪蒂德知道他是在騙她後，就賞了他一巴掌，要他以後別再出現在她的面前了。
瑪蒂德
配音員：樹元織江
原本和一位男子相愛的女子，但是在波菲詢問關於男子的家庭後，才知道他是一個騙子，就把他給甩了。事後為了感謝波菲，就請他和她一起搭船。在得知波菲為了找妹妹，會修理汽車，還有為了旅費而煩惱，就打算把她朋友開的修車廠介紹給波菲去打工。

#### 阿訥西
瑪麗安妮
配音員：富永美衣奈
克莉絲黛兒的母親。一位女性逃獄犯，因為偷東西被關到監獄，女兒克莉絲黛兒被寄託在孤兒院。為了贖回克莉絲黛兒而逃獄，偷車時不巧遇到在車裡的波菲，波菲因為她的驚嚇而撞昏，在波菲醒後聽了她的原委想要幫她，但是最後還是沒有成功。
克勞德
配音員：石川英郎
羅伯爾老闆工廠裡的工作人員。是他告訴波菲這裡有個關犯人的監獄(由此建築物判斷，波菲所在地方是在阿訥西)，還告訴他有人逃獄(瑪麗安妮)的消息，還問波菲想不想做個「獎金獵人」，波菲沒回應。睡覺時的打呼聲會讓人受不了，看起來是個正直的人，只沒想到之後他偷了老闆店裡的錢而捲款逃走，並且割破波菲的背包亂丟，連他的父親(克里斯多福)的工具也一併偷走了，發生這樣的事情讓波菲既傷心又痛苦。
羅伯爾
配音員：中博史
波菲與克勞德的老闆，在波菲的幫助下抓到越獄的女子瑪麗安妮的獎金，他也想分一杯羹。
馬賽爾
配音員：川津泰彥
法國警察局的警長。因為瑪麗安妮逃獄，和部下尼可拉一起出來找尋瑪麗安妮。後來因為波菲的幫助順利抓回瑪麗安妮，給了波菲一筆獎金。
尼可拉
配音員：中國卓郎
法國警察局的警察。因為瑪麗安妮逃獄，和上司馬賽爾一起出來找尋瑪麗安妮。在瑪麗安妮(波菲的偽裝)逃到羊廄時，感到很害怕而不敢進去。後來瑪麗安妮真的進去了，在波菲喊救命的時候，才和馬賽爾警長一起進去抓她。
克莉絲黛兒
配音員：岡本麻見
瑪麗安妮的女兒。因為瑪麗安妮被關，所以被送到孤兒院去寄養，後來瑪麗安妮得知她要被送給德國的一對夫婦收養，非常的生氣，想要奪回她。在孤兒院面前看到女兒的瑪麗安妮，聽到她很希望能與媽媽見面，非常的感動，但她後來還是被帶到德國去了。
修女
配音員：西川真美
孤兒院的修女。在克莉絲黛兒離開前，對克莉絲黛兒說，妳一旦到了德國，妳媽媽(瑪麗安妮)一定會去找妳的，這話讓克莉絲黛兒非常的放心。
農夫
配音員：武虎
波菲再繼續尋找妹妹米娜旅行的途中，遇到的很好心的叔叔。他給了波菲食物吃，之後告訴波菲冬天即將來離，希望他在那之前快點回希臘去。不過波菲告訴他，前提是要找到米娜才行。
農夫的妻子
配音員：中友子
幫助波菲的農夫的妻子。她給波菲帶來意外的消息，說鄰居馬賽爾和他弟弟有好像有看到他妹妹和一位長髮的占卜女性在一起，讓波菲燃起了一線希望。
馬賽爾
聽說他與弟弟有看到波菲的妹妹米娜和一位長髮的占卜女性在附近出現，至於消息是不是真的並不清楚，故事中並未登場。
蘿曼
配音員：冬馬由美
吉賽兒的母親，紀優姆的妻子。在要搭公車的時候，女兒吉賽兒被波菲叫住，就前去問怎麼回事。後來聽了波菲的解說得知原委。她說有看過他妹妹米娜與強格一家在一起，也知道波菲的妹妹名字確實是叫「米娜」，說她是個很文靜乖巧的孩子，從希臘到義大利的船的事也知道，讓波菲確信是就是米娜。當波菲問他們之後會到哪裡去並不清楚，但是聽說會到巴黎去。
吉賽兒
配音員：中村千繪
蘿曼與紀優姆的女兒，由於背影和衣服很像米娜，所以波菲一開始誤以為她就是米娜。在聽過波菲的故事後，她說她知道米娜的一些事，也米娜有戴著貓頭鷹的項鍊等等的事情。
紀優姆
配音員：臼井孝康
蘿曼的丈夫，吉賽兒的父親。聽到波菲的故事後，得知可能是他們的同伴(吉普賽人)，有看過米娜這樣的孩子，必且很細心的告訴波菲那ㄧ家的成員「伊莎貝拉、卡洛斯與強格」，因為米娜長的很像他們過世的孩子莉莉，所以很有印象，之後還說尚格一家和米娜他們可能會到遙遠北方的巴黎去。
獵人
配音員：近藤廣務
在前往巴黎的路上，在森林裡遇到的一位非常壞心眼的蓄鬍大叔。因為波菲要到巴黎去，只是迷了路，當波菲說他只是旅人，迷路而不知要到那裡才能往巴黎，卻說他都在說謊，連人都不相信，而且最差勁的是居然拿著手上的萊福槍對準一個13歲的小孩子波菲，由於阿波羅為了保護主人而向他撲來，沒想到他居然開槍殺了阿波羅。與杜林的跳蚤市場的男老闆相比，他可以說是本作最壞、最差勁的人，這種人總有一天會遭到天譴的。

#### 巴黎
麵包店
配音員：澤田將考
波菲來到巴黎的時候，來到的麵包店的老闆。老闆看他沒什麼錢，就在他拿錢買麵包時多送他一個麵包吃。
之後波菲為了想知道巴黎有多大，又來了這家麵包店問老闆，而好心的老闆就告訴他巴黎是什麼樣子。
克薩羅普洛斯
配音員：屋良有作
在巴黎經營克薩羅普洛斯餐廳的希臘式餐廳的主人。由於波菲想找米娜，便詢問在餐廳前玩牌的男客人們，誰知道波菲卻被不講理的客人給推了一下，使的正要端出菜餚的他被波菲的舉動給弄掉了菜。他就抓波菲在店裡打雜和賠償。是個很冷漠的人，還有性別歧視的個性(特別是女性)，對波菲非常的小氣，什麼事情都精精計較，只要波菲不如他意就處處刁難，連別人的小費都要，是個不則不扣的守財奴。
後來某天店裡的帳對不起來，就一口污賴是波菲做的，並且還以挑釁的口吻羞辱到波菲的父母，讓波菲非常生氣，讓波菲一氣之下辭掉店裡的工作。
阿爾基斯
配音員：杉崎亮
克薩羅普洛斯餐廳的廚師。與克薩羅普洛斯不一樣，對波菲非常的好。父母親是希臘人，不過他自己卻是在巴黎土生土長的，會做希臘料理。
在波菲被污賴為偷錢的小偷時，正好找到遺失的錢，之後波菲在被克薩羅普洛斯羞辱的時候，即時阻止了波菲。
蘿絲
配音員：長澤美樹
在餐廳看著「羅密歐與茱麗葉」用餐的女性，25歲。由於一個喝醉酒的男人找她搭訕，被她拒絕。而克薩羅普洛斯又因為她是女性而歧視她，讓她非常的生氣。但是天真無邪的波菲還書給她，讓她對波菲有好感。
在波菲工作結束之後，她為了感謝他在餐廳後門得知他沒有過夜的地方，因此她就帶著他到她住的公寓去，還帶他去看她的秘密地點。不過她家待沒多久後，她告訴波菲她必須去工作，要波菲好好看家。波菲在她出門後，在一張桌上發現她與賽西兒所說的偶像「蒂芬妮‧奧伯爾」有著親密的關係。
後來在某天她發現波菲看著她與蒂芬妮有關係的照片，在波菲追問下，讓她非常生氣的一氣之下把他給敢出去，後來心情平復後找回波菲，並告訴他是蒂芬妮把她的人生弄得亂七八糟的。原本她和蒂芬妮是好朋友，可是有一天蒂芬妮搶了她的演戲角色，讓她非常的生氣，而放棄了演員的夢想。
她原本是生長在南法國的偏僻小村子裡，15歲的時候想要當女演員而來到巴黎，一開始什麼都沒有她，相信有一天自己可以成為明星，可是過了10年後的現在卻也還是什麼都沒有，在這段時間她早就看開了。
在她看過蒂芬妮演的電影「天使之歌」後，承認她與蒂芬妮之間的實力有很大的差距，她就與蒂芬妮和解了。
前男朋友
配音員：永野善一
蘿絲的前男朋友，在波菲與蘿絲的約會即將進入尾聲時出現，由於他對蘿絲很不客氣又沒有禮貌，在一旁的波菲看不下去，想保護蘿絲，但卻被他推開，之後就摸摸鼻子走人。
蒂芬妮‧奧伯爾
配音員：林原惠
賽西兒的偶像，是個當紅的女演員，主演過「月光下的華爾滋」這部電影。
在巴黎的路上剛好坐車經過的她，聽到米娜天使般的歌聲，非常的感興趣，就下車去問米娜想不想演戲。一開始她被在一旁做生意的伊莎貝拉給拒絕了，可是她不放棄，之後獨自前來讓伊莎貝拉占卜，順便討論關於米娜這個孩子的事情。在伊莎貝拉回飯店看到她老公卡洛斯對米娜所做的事情後，為了保護米娜，就把米娜帶到那位女演員(蒂芬妮)住的地方去。
伊莎貝拉就在這位著名的女演員的家和經紀人巴斯卡一起正式討論關於米娜的事情，在離開前，伊莎貝拉把米娜託付給她，之後就離開了她的家。在只剩蒂芬妮和米娜後，就告訴米娜由於預定演電影的女主角瑪雅的少女時期的演員突然有了空缺，想請被她看上的米娜演那個角色，並告訴米娜說她和她小的時候很像。
在拍完「天使之歌」的電影後的，某天在路上正巧遇到了蘿絲，想和她談談，但是因為時間的關係，她寫了個電話號碼給蘿絲，之後就離開了。
她也很希望米娜可以和她哥哥波菲重逢，在之後從蘿絲那兒得知波菲與她在一起生活後，就安排在聖誕節前夕的夜晚，租借了電影院讓米娜與哥哥再次相逢。
巴斯卡
配音員：緒方賢一
蒂芬妮的經紀人，是個看起來有點歲數的老伯伯。對於蒂芬妮要米娜成為演員的事情，一開始有點不同意，後來在米娜願意配合蒂芬妮演戲之後，他對米娜的演技有了很大的改觀。
娜塔莉
配音員：川莊美雪
蒂芬妮住的房子的女傭，服侍蒂芬妮大約一年的時間，在伊莎貝拉把米娜交給蒂芬妮後，她就負責照顧蒂芬妮與米娜的生活起居。
在電影拍攝結束後的某天，自願帶米娜到戶外走走，陪米娜買買東西，而當有不懷好意的男人向她搭訕的時候，她會很生氣的拒絕他。在偶然下認識了薩伊米斯，之後看見薩伊米斯出現也很驚訝。
愛蜜莉
配音員：安井繪里
蒂芬妮拍攝新電影「天使之歌」，為飾演少女時代瑪雅一角的米娜化妝的化妝師，後來也有為蒂芬妮化妝，並且在電影拍攝結束後送花給蒂芬妮。
在波菲有了米娜的可能在電影公司的線索後，蘿絲決定幫波菲確定電影「天使之歌」裡那個演瑪雅少女時代的孩子是不是米娜，就把她給約出來確定。在後來她告訴蘿絲説那個孩子的特徵，讓蘿絲證實她就是波菲的妹妹米娜，但是在那之後蘿絲為了不想波菲離開她，就說謊騙波菲說她不是米娜，而讓波菲非常失望。
當波在薩伊米斯的幫助下順利潛入電影公司後，不久就和她接見，當波菲說出米娜的特徵時，她感到很吃驚的覺得還是被發現了，明明有好好的化妝遮掩的，因此讓波菲確定那個女孩就是他妹妹米娜，也在此知道蘿絲對他說謊的事情。
蜜雪兒
以前曾在電影公司工作，後來結了婚並生了孩子(愛蜜莉說的)。
尚‧嘉賓
和蒂芬妮一起同台演出「天使之歌」的男演員，薩伊米斯為了讓波菲潛入電影公司，就謊稱守衛是他。
但故事中是卻是以尚‧嘉賓(Jean Gabin)來稱呼他，可是電影海報上卻是寫作「ジャン・ギャビーヌ」(Jean Gabine)的「尚‧嘉賓」。他是位真實存在的人物。
導演
配音員：加藤精三
拍攝電影「天使之歌」的導演，是個滿臉蓄鬍的大叔，肯定蒂芬妮的演技。
守衛
配音員：飯島肇
電影公司的守衛，是個已過中年的叔叔。由於波菲想偷偷進電影工作室確認米娜是不是在裡面，卻被他發現，因此波菲向他解釋她是來找他妹妹米娜的，但是他還是把波菲當成影迷而請了出去。
當波菲與薩伊米斯相遇後的隔天，薩伊米斯為了讓波菲偷偷進入電影公司，就說他長的很像尚‧嘉賓，而向他要簽名，而他卻對薩伊米斯推託他不是尚，當波菲潛入電影公司後薩伊米斯才說他搞錯了。
帕特倫
蒂芬妮背的新劇本中出現的人，他去了巴黎，而某個女子也為了他而去。

### 米娜遇到的伯爵一家

#### 佛羅倫斯
海因茲‧馮‧艾森柏格
配音員：喜多道枝
米娜與伊莎貝拉她們，在未知名的城鎮遇見的少年。由於米娜被他嚇了一跳，嚇的逃跑，他去追米娜的途中哮喘發作而倒下。米娜為了救他就去找伊莎貝拉，暫時治好了他的哮喘。
後來從別人口中得知他是伯爵的公子，由於他有哮喘病，沒有辦法去學校上課，只能請家教來教他，引此沒什麼朋友。隔天，他與米娜在移動遊樂園，度過了愉快的一天。在回來之後得知伯爵要領養米娜，他很高興，可是米娜不願意，讓他非常的失望。
卡爾‧馮‧艾森柏格
配音員：小野健一
海因茲的爸爸，是個住在德國的伯爵。在米娜下榻的旅館中遇見了伊莎貝拉一家人。不過在米娜與海因茲一起去移動遊樂園玩的時候，他就和卡洛斯談論撫養米娜的一事，可是回來後的米娜不願意接受這樣的事情，因此這件事情並沒有談成。
奧圖
配音員：關口篤
伯爵家的管家，曾到米娜下榻的旅館尋找他的海因茲少爺。在之後他帶領米娜、伊莎貝拉，還有海因茲一起到移動遊樂園度過一天。
旁白
配音員：小西香葉
本故事的解說員。擔任下集預告的部分。

### 登場的動物們
阿波羅
小金目貓頭鷹。在第2話登場，牠時常飛到波菲和米娜的臥室休息著，名字「阿波羅」是米娜為牠取的。
在地震發生前牠突然從波菲牠們面前消失了蹤影，地震發生後他回到了波菲倒塌的家。在波菲踏上旅程去尋找米娜時，牠時常跟他在一起。
在第37話裡牠遇到和牠同品種的雌性貓頭鷹，為了向那隻母貓頭鷹表示愛，牠抓了一隻蝴蝶給她吃，只是牠和她的愛情並沒有與她持續很久，後來牠還是決意與波菲繼續踏上旅程。
在第43話，為了保護主人波菲，而喪失了性命。
佩姬
波菲家的山羊，在第1話的時候，米娜一不留神，牠就跑掉了。後來波菲去尋找時，桃莉找到了牠，並把牠還給了波菲。
在大地震發生之前，牠開始變的很不安份。大地震發生後，波菲趕回家時發現牠的時候，牠已經被壓死了。
米姬
波菲家的山羊，在第1話的時候，米娜一不留神，牠就跑到遠處去，後來安妮克把牠召了回來。
在大地震發生之前，牠開始變的很不安份。大地震發生後，牠可能和佩姬一樣已經被壓死了。
可樂
波菲家的山羊，在第1話的時候，米娜一不留神，牠就跑到遠處去，後來安妮克把牠召了回來。
在大地震發生之前，牠開始變的很不安份。大地震發生後，波菲趕回家時發現牠的時候，牠卻很幸運的逃了出來。
安東
伊萊麗亞家的狗兒。在馬克西米利安來的時候，跑出來迎接他。
艾倫
伊萊麗亞家的狗兒。在馬克西米利安來的時候，跑出來迎接他。不過由於牠與安東長的太像了，馬克西米利安還是認錯了。
黛麗亞
伊萊麗亞家的狗兒。在馬克西米利安來的時候，跑出來迎接他。在波菲到達這裡時，牠就繞著波菲玩耍。
伯納多
波菲在旅行中餐風露宿時，遇到的一隻很年老的狗，與『法蘭德斯之犬』的帕特拉修相比，感覺更老。其名字是從牠脖子上戴著的項圈刻有(Bernard)【伯納德】的字樣而得的靈感，以這字樣的義大利文的唸法的(Bernardo【伯納多】)為牠取名。
他一直糾纏著波菲，讓跟在一旁的阿波羅感到很不高興，想去阻止牠，但都未能成功。不久牠在下雨前，偷偷咬走波菲的背包，在下雨時被波菲發現，讓他氣的追牠氣喘吁吁的，這時波菲來到一處看的到美麗的彩虹之處，才明白牠是想讓波菲看這個，就不生牠的氣了。正當波菲覺得冷想走的時候，去叫伯納多牠時卻發現牠已經死了，後來波菲為了牠做了個簡單的墳墓。
諾耶爾
蘿絲家裡飼養的貓咪，自從和波菲好好相處之後，跟波菲的關係變的很好。有一天當波菲要去買晚餐的時候，牠正好跑出去，波菲就去追牠，在找到牠之後波菲看到了……。

## 主題歌、插入歌
- 片頭曲『波菲的漫長旅程』(第1話~第52話)
  - 作詞：岩里祐穗、歌：IKUKO(哥倫比亞音樂娛樂有限公司)、作曲：多田彰文、編曲：多田彰文
- 片尾曲『接連到你身邊的道路』(第1話~第51話)
  - 作詞：榊原廣子、歌：Da Capo(哥倫比亞音樂娛樂有限公司)、作曲：榊原政敏、編曲：京田誠一
- 插入歌『對西米特拉的回憶』
  - 作詞：望月智充、歌：IKUKO、作曲：Blues T、編曲：Blues T

## 標題播映表
| 話數 | 副標題                 | 播映日         | 腳本       | 分鏡              | 演出            | 作畫監督                    |
| ---- | ---------------------- | -------------- | ---------- | ----------------- | --------------- | --------------------------- |
| 1    | 來自爸爸的信           | 2008年1月6日   | 國井桂     | 望月智充          | 望月智充        | 赤堀重雄                    |
| 2    | 朋友來了               | 2008年1月13日  | 國井桂     | 小林治            | 城所聖明        | 菱沼祐樹 加藤真人           |
| 3    | 迎接爸爸               | 2008年1月20日  | 國井桂     | 金澤勝真          | 清水一伸        | 服部憲知 松岡秀明 栗原學    |
| 4    | 米娜的生日             | 2008年1月27日  | 國井桂     | 牧野行洋          | 中川聰子        | 飯野利明                    |
| 5    | 我們的修車站           | 2008年2月3日   | 谷口純一郎 | 立場良            | 立場良          | 高鉾誠                      |
| 6    | 從義大利來的少女       | 2008年2月10日  | 國井桂     | 望月智充          | 岡崎幸男        | 水川弘理                    |
| 7    | 波菲想要的東西         | 2008年2月17日  | 國井桂     | 細谷秋夫 望月智充 | 細谷秋夫        | 武內啟                      |
| 8    | 半夜的作戰             | 2008年2月24日  | 國井桂     | 上原秀明 望月智充 | 上原秀明        | 菱沼祐樹 深町明良           |
| 9    | 新世界                 | 2008年3月2日   | 國井桂     | 寺東克己          | 奧野浩行        | 奧野浩行                    |
| 10   | 夏日的一天             | 2008年3月9日   | 谷口純一郎 | 小林治            | 川西泰二        | KWON UNI                    |
| 11   | 加油幫浦與冰淇淋       | 2008年3月16日  | 國井桂     | 山本寛 望月智充   | 鎌仲史陽        | 羽生貴之                    |
| 12   | 命運的日子             | 2008年3月23日  | 國井桂     | 室谷靖            | 細川秀樹        | Kim Dae Hoon Kim Gi Du      |
| 13   | 失去的東西，留下的東西 | 2008年3月30日  | 國井桂     | 山本靖貴          | 山本靖貴        | 加藤真人                    |
| 14   | 我要保護米娜           | 2008年4月6日   | 國井桂     | 寺東克巳          | 花井宏和        | 谷津美彌子                  |
| 15   | 緊抱著回憶             | 2008年4月13日  | 國井桂     | 藤森久            | 立場良          | 高鉾誠                      |
| 16   | 前往海的那一方         | 2008年4月20日  | 國井桂     | 小林治            | 高山蒔          | 深町明良 菱沼祐樹           |
| 17   | 踏上雪白的旅程         | 2008年4月27日  | 望月智充   | 木村隆一          | 中村圭三        | 武內啟                      |
| 18   | 再見了！希臘           | 2008年5月4日   | 國井桂     | 高柳哲司          | 川西泰二        | KWOUN YUN HEE               |
| 19   | 在義大利的港口         | 2008年5月11日  | 司馬元     | 藤森久            | 鎌仲史陽        | 飯飼一幸                    |
| 20   | 洞窟中的城鎮           | 2008年5月18日  | 谷口純一郎 | 望月智充          | 川西泰二        | Kim Dae Hoon Woo Seung Wook |
| 21   | 與朵拉離別             | 2008年5月25日  | 谷口純一郎 | 山本靖貴          | 山本靖貴        | 加藤真人                    |
| 22   | 接連不斷的路線         | 2008年6月1日   | 國井桂     | 小林治            | 山崎茂          | 富澤和雄                    |
| 23   | 破裂的娃娃             | 2008年6月8日   | 國井桂     | 藤森久            | 立場良          | 高鉾誠                      |
| 24   | 恢復笑容的場所         | 2008年6月15日  | 谷口純一郎 | 高柳哲司          | 內田信吾        | 深町明良 菱沼祐樹           |
| 25   | 小城鎮的小友情         | 2008年6月22日  | 國井桂     | 寺東克巳          | 土屋康郎        | 武內啟                      |
| 26   | 如果聽見汽笛聲的話     | 2008年6月29日  | 司馬元     | 小林治            | 川西泰二        | KWOUN YUN HEE               |
| 27   | 想要傳達給你           | 2008年7月6日   | 司馬元     | 藤森久            | 鎌仲史陽        | 飯飼一幸                    |
| 28   | 西西里人狂想曲         | 2008年7月13日  | 司馬元     | 高柳哲司          | 關田修          | Kim Dae Hoon                |
| 29   | 信                     | 2008年7月20日  | 國井桂     | 望月智充          | 望月智充        | 菱沼祐樹                    |
| 30   | 羅馬的路標             | 2008年7月27日  | 國井桂     | 山本靖貴          | 山本靖貴        | 加藤真人                    |
| 31   | 在這個城鎮的某處       | 2008年8月3日   | 谷口純一郎 | 高柳哲司          | 立場良          | 高鉾誠                      |
| 32   | 米娜與伊莎貝拉         | 2008年8月10日  | 司馬元     | 寺東克巳          | 土屋康郎        | 武內啟                      |
| 33   | 傷痕累累的少年們       | 2008年8月17日  | 谷口純一郎 | 高柳哲司          | 內田信吾        | 深町明良 菱沼祐樹           |
| 34   | 給天使的禮物           | 2008年8月24日  | 山本麻里安 | 望月智充          | 川西泰二        | KWOUN YUN HEE               |
| 35   | 相信的心               | 2008年8月31日  | 司馬元     | 安濃高志          | 大關雅幸        | 張裕植                      |
| 36   | 面具下的真實面貌       | 2008年9月7日   | 國井桂     | 寺東克巳          | Kim Dae Hoon    | Kim Dae Hoon                |
| 37   | 讓兩人看的景色         | 2008年9月14日  | 司馬元     | 山本靖貴          | 山本靖貴        | 加藤真人                    |
| 38   | 散落為風               | 2008年9月21日  | 綿紀和     | 小林治            | 立場良          | 高鉾誠                      |
| 39   | 接連到你身邊的道路     | 2008年9月28日  | 國井桂     | 芝山努            | 小澤慎一朗      | 市來剛                      |
| 40   | 以國境為目標           | 2008年10月5日  | 谷口純一郎 | 高柳哲司          | 土屋康郎        | 重松信一 都竹隆治           |
| 41   | 南法國的家族           | 2008年10月12日 | 谷口純一郎 | 內田信吾          | 內田信吾        | 深町明良 菱沼祐樹           |
| 42   | 被奪走的愛             | 2008年10月19日 | 司馬元     | 芝山努            | 川西泰二        | KWOUN YUN HEE               |
| 43   | 朋友！                 | 2008年10月26日 | 國井桂     | 望月智充          | 矢野篤          | 市來剛                      |
| 44   | 給予勇氣               | 2008年11月2日  | 司馬元     | 高柳哲司          | 江崎慎平        | 藤原宏樹                    |
| 45   | 巷子裡綻放的薔薇       | 2008年11月9日  | 國井桂     | 山本靖貴          | 山本靖貴        | 今井一曉                    |
| 46   | 巴黎的邂逅             | 2008年11月16日 | 谷口純一郎 | 高柳哲司          | 高橋成世        | Kim Dae Hoon                |
| 47   | 新門扉                 | 2008年11月23日 | 國井桂     | 小林治            | 立場良          | 高鉾誠                      |
| 48   | 夢想的碎片             | 2008年11月30日 | 司馬元     | 高柳哲司          | 鎌仲史陽        | 飯飼一幸                    |
| 49   | 約會                   | 2008年12月7日  | 谷口純一郎 | 內田信吾          | 內田信吾        | 深町明良 菱沼祐樹           |
| 50   | 謊言                   | 2008年12月14日 | 國井桂     | 藤森久            | 筑紫大介 高橋順 | 武內啟                      |
| 51   | 願望                   | 2008年12月21日 | 國井桂     | 望月智充          | 川西泰二        | Kim Dae Hoon                |
| 52   | 為了這個瞬間           | 2008年12月28日 | 國井桂     | 望月智充          | 望月智充        | 堀內博之                    |

## 外部連結
- （日語） http://www.nippon-animation.co.jp/porphy/ （页面存档备份，存于）
- 互联网电影数据库（IMDb）上《波菲的漫長旅程》的资料（英文）